# Lanceopenna
Lanceopenna är ett släkte av fjärilar. Lanceopenna ingår i familjen stävmalar.
Kladogram enligt Catalogue of Life:
| Lanceopenna | \| \| Lanceopenna pentastigma \| \| \| \| \| \| Lanceopenna prominula \| \| \| \| \| \| Lanceopenna pseudogaleotis \| \| \| \| |
|             | \| \| Lanceopenna pentastigma \| \| \| \| \| \| Lanceopenna prominula \| \| \| \| \| \| Lanceopenna pseudogaleotis \| \| \| \| |
|             | Lanceopenna pentastigma |
|             | |
|             | Lanceopenna prominula |
|             | |
|             | Lanceopenna pseudogaleotis |
|             | |